# Takeshi Kitano
 (mars 2010).
Si vous disposez d'ouvrages ou d'articles de référence ou si vous connaissez des sites web de qualité traitant du thème abordé ici, merci de compléter l'article en donnant les références utiles à sa vérifiabilité et en les liant à la section « Notes et références ».
Takeshi Kitano (北野 武, Kitano Takeshi), également connu sous le nom de scène de Beat Takeshi (ビートたけし, Bīto Takeshi), est un cinéaste, acteur, animateur de télévision, humoriste, artiste peintre, et écrivain, né le 18 janvier 1947 dans le quartier d'Umejima dans l'arrondissement d'Adachi à Tokyo.
Il a reçu les louanges de la critique, tant dans son pays qu'à l'étranger, pour son travail cinématographique très singulier. En dehors de son activité de réalisateur, il est connu au Japon surtout sous son pseudonyme de Beat Takeshi.
Ses premiers films sont des polars violents et mélancoliques ou des comédies dramatiques remarqués par les critiques pour son esprit pince-sans-rire. Cinématographiquement, Takeshi Kitano est friand de plans-séquence où rien ne semble se passer et de scènes immédiatement coupées dès que la fin de l'action est atteinte. Beaucoup de ses films font preuve d'une philosophie sombre, voire nihiliste mais non sans humour ni affection pour ses personnages. Les films de Kitano, qui semblent laisser des impressions fortes voire controversées auprès du public, prennent la forme de comédies sombres, de récits poétiques (comme l’onirique et troublant Dolls) ou de films de genre dépeignant le quotidien parfois ridicule d’êtres en marge de la société, soulevant des questions d’ordre moral.
Takeshi Kitano, dans l’habit de son avatar télévisé Beat Takeshi, est connu en premier lieu du public japonais comme animateur et acteur de télévision et présentateur d’émissions populaires du petit écran. Il a marqué les esprits du public en animant de longues années un programme télévisé populaire, Oretachi Hyôkin-zoku (1981-1989) ou le jeu Takeshi's Castle (1986-1989).
En tant que cinéaste, son plus gros succès commercial  et international est, en 2003, son portrait audacieux de Zatoichi, un personnage culte du Japon, maintes fois utilisé dans des films ou des séries télévisées.
Sa propre société de production Office Kitano, fondée en 1988, a lancé le Tokyo Filmex en 2000. Il quitte Office Kitano en mars 2018 pour rejoindre sa nouvelle société, T.N Gon (ja).

## Biographie

### Vie personnelle
Takeshi Kitano est le plus jeune des quatre enfants de Kikujirō et de Saki Kitano. Son père travaillait comme peintre en bâtiment  et a peut-être été yakuza, ce qu'a révélé Takeshi, tandis que sa mère avait une éducation et une discipline stricte, et travaillait dans une usine. Il a deux frères, Shigekazu et Masaru et une sœur, Yasuko. Masaru est professeur à l'université Meiji et apparaît régulièrement dans plusieurs émissions télévisées japonaises.
Kitano a épousé Mikiko Matsuda (ja), ancienne comique manzai (mariage en 1980 - divorce en 2019). Ils ont un fils, Atsushi Kitano et une fille, Shoko Kitano (ja). Shoko est chanteuse et actrice. Elle a fait ses débuts comme chanteuse, produite par le cofondateur de X Japan, Yoshiki Hayashi, et est apparue sous le nom de Shoko Matsuda (Matsuda étant le nom de jeune fille de sa mère) dans le film de son père Hana-bi en 1997.
En août 1994, un grave accident de moto l'envoie à l'hôpital où il subit une importante opération chirurgicale pour retrouver l'usage d'un côté de son corps paralysé. La sévérité de ses blessures est apparemment due au fait qu'il ne portait pas de casque. Par la suite, Kitano, réalisateur fasciné par la mort violente, a suggéré lors d'une interview que cet accident était une « tentative de suicide inconsciente » due à la pression de sa carrière montée en flèche.
Après son accident de moto, Kitano reprend la peinture. Son style rappelle celui du peintre franco-russe Marc Chagall. Ses peintures ont été exposées en galerie, publiées sous forme de livres et ornent les pochettes de plusieurs des disques contenant la musique de ses films. Ses œuvres sont mises en évidence dans son film le plus acclamé par la critique, Hana-bi, sorti en  1997.
Désormais reconnu internationalement, Kitano s'est vu attribuer le titre de Licencié honoraire en Sciences de l'ingénierie par l'Université de Meiji le 7 septembre 2004, 34 ans après avoir arrêté ses études pour poursuivre sa carrière dans le spectacle.

### Le comique
En 1970, à sa sortie de l'université Meiji où il a fait des études scientifiques, Takeshi Kitano trouve un travail de garçon d'ascenseur au Furansu-za (littéralement le « cabaret français »), une salle de spectacle populaire du quartier d'Asakusa, à Tokyo, qui fait office de théâtre de sketchs comiques et de strip-tease. Là, il apprend beaucoup, s’initie aux arts de la scène, en l’occurrence comique, auprès du comédien Senzaburō Fukami. Un jour, un comédien tombe malade. Senzaburō Fukami offre sa chance au jeune Takeshi en lui proposant de le remplacer au pied levé. La salle rit aux éclats, applaudit. C’est un succès, la carrière du jeune comique est lancée.
En 1972, il fonde le duo The Two Beats (Beat Takeshi et Beat Kiyoshi) avec son compère Nirō Kaneko ; ils créent ensemble des manzai, sketchs satiriques basés sur une improvisation verbale. Le pseudonyme et le personnage de Beat Takeshi naissent ainsi.
En 1976, ils se produisent à la télévision pour la première fois et obtiennent un succès immédiat qui les propulse au niveau national. La raison de leur succès s’explique par les thèmes récurrents maniés avec un humour décapant, nouveau, par Kitano et son camarade de scène, bien plus risqués que les traditionnels manzai. Ses plaisanteries politiquement incorrectes ciblent tous azimuts. Des plaintes envoyées aux producteurs de la chaîne provoquent la censure de certains des dialogues et plaisanteries les plus osés. Bien que le couple Two Beats constitue l'un des plus grands succès du genre durant les années 1970 et 80, Kitano décide de continuer seul et le duo est dissout.
Certains éléments autobiographiques remontant à sa carrière manzai se retrouvent dans son film de 1996, Kids Return.

### L'acteur et le réalisateur
En 1983, Takeshi Kitano joue dans son premier grand film : Nagisa Ōshima l'engage en effet pour son film Furyo. Takeshi y tient le rôle du sergent Gengo Hara, dans un camp de prisonniers de guerre en Indonésie durant la Seconde Guerre mondiale. Kitano le considère comme son « premier vrai rôle au cinéma ».
Après plusieurs autres apparitions, pour la plupart dans des comédies, il joue en 1989 dans Violent Cop, où il tient le rôle d'un détective sociopathe qui répond à la violence par la violence. Lorsque le réalisateur initial Kinji Fukasaku tombe malade, Kitano se propose pour diriger le film. Il remanie considérablement le scénario et transforme son personnage en antihéros solitaire et à contre-courant. Le film est un succès au Japon, tant commercial que critique. Il marque le début de la carrière de réalisateur de Kitano.
Jugatsu, son deuxième film en tant que réalisateur et le premier comme scénariste, sort en 1990. Ce long métrage suit un jeune homme dont l'entraîneur de baseball est menacé par un yakuza local et qui décide de se rendre avec un ami sur l'île d'Okinawa pour se procurer des armes et assouvir sa vengeance. Sur le chemin, ils sont aidés par un gangster psychotique joué par Kitano lui-même, qui a sa propre vengeance à assouvir. Avec une maîtrise complète du script et de la réalisation, Kitano utilise ce film pour affirmer son style : une violence choquante, un humour noir étrange et des scènes d'images arrêtées stoïques. Malgré cela, le film est un échec et ne permet pas de couvrir les coûts de production lors de son exploitation initiale.
Le troisième film de Kitano, A Scene at the Sea, sort en 1991. Il n'y a pas de gangsters, mais un éboueur sourd déterminé à apprendre à surfer après avoir découvert pendant son travail une planche de surf cassée. Une jeune femme, également sourde, suit ses progrès et l'aide lorsqu'elle le peut. Le film montre une facette plus romantique et délicate de Kitano ainsi que l'humour pince-sans-rire qui est une de ses marques de fabrique.
Les spectateurs étrangers, qui dépasseront en nombre son public national dans les années qui suivront, ainsi que la presse européenne et notamment française, remarquent les films de Kitano après la sortie de Sonatine, son quatrième film, en 1993. Il y joue un yakuza de Tokyo envoyé par son patron à Okinawa pour aider à mettre fin à une guerre de gangs. Fatigué de sa vie de gangster, ce personnage découvre que la mission entière est un leurre.
Les influences des films dirigés par Kitano sont variées : le cinéma américain, le cinéma japonais et le maître du yakuza eiga (films sur la pègre japonaise moderne), Kinji Fukasaku, à qui il rend hommage dans Sonatine.
La sortie de Getting Any? en 1995 montre un Kitano retournant à ses racines : la comédie. Ce film, qui se présente comme un assemblage de scènes comiques, se concentre autour d'un personnage, Asao, qui essaye de faire l'amour dans une voiture. Une bonne partie du film moque la culture japonaise populaire, comme Ultraman ou Godzilla et même le personnage de Zatoichi que Kitano lui-même reprendra huit ans plus tard. La même année, Kitano apparaît dans le film de science-fiction Johnny Mnemonic de Robert Longo.
Kitano réalise ensuite Kids Return en 1996. Jusqu'alors, les films de Kitano rencontraient beaucoup de succès auprès des cinéphiles et amateurs étrangers de cinéma d'art et d'essai. En 1997, Hana-bi, qui lui vaut notamment de remporter le prestigieux Lion d'or à la Mostra de Venise, affirme alors son statut international de cinéaste majeur du cinéma moderne japonais.
En parallèle, il continue de jouer pour d'autres réalisateurs. Parmi ses rôles les plus significatifs, figure celui du samouraï Hijikata Toshizō, vice-commandant du Shinsen gumi, dans Tabou (1999) de Nagisa Ōshima, et celui du professeur Kitano dans Battle Royale (2000), une dystopie à grand succès et controversée, situé dans un futur sombre où un groupe d'adolescents est choisi aléatoirement chaque année pour s'entretuer sur une île déserte.
En 1999, Kitano marque également les esprits en incarnant Kikujiro dans son propre film L'Été de Kikujiro : il y apparaît comme un petit escroc bon à rien qui finit par faire équipe avec un jeune garçon cherchant sa mère.
Le film Aniki, mon frère (2001), tourné à Los Angeles, montre un Kitano en yakuza de Tokyo chargé de l'installation d'un empire de drogues à Los Angeles avec l'aide d'un gangster local joué par Omar Epps. Malgré beaucoup de battage médiatique autour du premier film en langue anglaise de Kitano, ce film ne rencontre qu'un accueil mitigé, aux États-Unis comme ailleurs. Kitano devient une cible privilégiée par les critiques aux États-Unis. La critique est moins sévère en Europe et en Asie, quoique beaucoup de critiques ne soient désormais plus aussi élogieux qu'ils l'avaient été pour les films précédents de Kitano.
Il dirige ensuite Dolls, en 2002, dans lequel il raconte trois versions différentes de l'amour éternel. Ce film, dans lequel il ne joue pas, est bien accueilli par le public et la critique.
L'adaptation de Zatoichi en 2003, dans lequel Kitano est acteur et réalisateur, nous montre toute la verve du réalisateur. Ce film, pour lequel il se teint les cheveux en blond, ce qui choque initialement le Japon car les interprètes traditionnels de Zatoichi ont tous les cheveux noirs, fait taire beaucoup de ses détracteurs. Zatoichi est une pure invention cinématographique et une réussite évidente confirmant le talent de ce réalisateur atypique. Avec sa vision nouvelle du personnage, ce film devient le plus grand succès de Kitano au box-office japonais, et connaît le succès lors de sa sortie internationale aux Etats-Unis, en Europe et en Asie – le film obtient notamment un succès au box-office sud-coréen. Il remporte de nombreuses récompenses au Japon comme à l'étranger, notamment le Lion d'argent à la Mostra de Venise.
Son film Takeshis' sort au Japon en novembre 2005 avec une accroche inhabituelle en anglais : « 500 % Kitano - Rien à ajouter ! ». Il enchaîne en 2007 avec Glory to the Filmmaker!, puis en 2008 avec Achille et la Tortue. Ces trois longs métrages forment une trilogie burlesque et autobiographique de Kitano : Takeshis' traite du Kitano acteur, Glory to the Filmmaker! du Kitano réalisateur et Achille et la Tortue du Kitano peintre.
Son long-métrage suivant, Outrage (2010), marque ses retrouvailles avec la veine du film de yakuza. Il continue dans ce genre avec deux suites, Outrage: Beyond (2012) et Outrage: Coda (2017). Entre-temps, Ryuzo 7 sort en 2015.
Pour les musiques de ses films, Kitano a fait régulièrement appel au compositeur Joe Hisaishi (notamment connu pour son travail pour le Studio Ghibli), qui collabore à ses films de A Scene at the Sea, jusqu'à Dolls.

### Le personnage de jeux vidéo
Takeshi Kitano apparaît dans un jeu vidéo du nom de Takeshi no chōsenjō (Le Défi de Takeshi) en 1986 sur la console Famicom de Nintendo. Le principe est d'accomplir des missions répétitives, inutiles et presque impossibles telles que chanter 3 fois une chanson pratiquement impossible à chanter (la Famicom possédait un micro), résoudre des énigmes sans aucune logique, ou choisir entre plusieurs choix idiots (comme dans le passage de la carte). Sur l'écran titre, on pouvait lire « ce jeu a été réalisé par quelqu'un qui déteste les jeux vidéo ».
Trente ans plus tard, Sega fait de nouveau appel à Kitano pour le Ryū ga Gotoku Studio pour le jeu Yakuza 6, pour lequel il est modélisé afin d'incarner un personnage central, Toru Hirose, face à Kazuma Kiryu, le protagoniste principal.

### Beat Takeshi et Takeshi Kitano
La carrière de Takeshi Kitano balance entre ses deux personnages. Il réserve Takeshi Kitano à ses rôles d'homme « sérieux » (comme le réalisateur, mais aussi certains de ses rôles d'acteur, par exemple dans Furyo et Tokyo Eyes) et Beat Takeshi à l'acteur, le comique et aussi l'animateur d'émissions télévisées. C'est d'ailleurs dans ce cadre qu'il a créé le jeu télévisé Takeshi's Castle, diffusé sur Tokyo Broadcasting System(TBS) de 1986 à 1989, et ultérieurement dans d'autres pays.

### Inspirations et influences
Son jeu d'acteur est caractérisé par un visage presque inexpressif. Il en a expliqué la raison en déclarant : « dans mes films et ceux des autres, j'essaie en général d'inhiber mes expressions faciales pour que le spectateur, suivant la situation, ressente ses propres émotions à travers mon personnage »[réf. nécessaire].
Sonatine, mélodie mortelle a très largement été inspiré par Guerre des gangs à Okinawa réalisé en 1971 par Kinji Fukasaku.
Outre la trame sensiblement identique (un chef de gang téméraire déchu et trahi par son chef est banni de la métropole et s'exile sur l'île d'Okinawa en compagnie de ses lieutenants), et la brutalité des scènes de combat au pistolet ou à main nue (Okinawa est le berceau du karaté et du nunchaku), on décèle une  ressemblance frappante entre le chef de gang de chacun des deux films (costume impeccable et lunettes noires de rigueur, esprit fier et de la vieille école, volontiers frondeur envers les vieux caïds), de même qu'entre les deux idylles éphémères mais sincères que vit le héros.
Ce qui surtout laisse peu de doute quant à l'inspiration de Kitano par Fukasaku, est la chanson en dialecte d'Okinawa, accompagnée au shamisen (un instrument de musique traditionnel à cordes) qui se répète tout au long des deux films. La chanson est interprétée en costumes traditionnels, comme dans le film de Fukasaku. Mais dans le film de Kitano, elle y est aussi « parodiée », par Susumu Terajima et son compère d'Okinawa qui se travestissent un soir d'ennui et de boisson sur la plage… La dérision d'une scène dite sérieuse ou tragique est une constante dans l'œuvre de Kitano.
Hommage que Kitano rend à Fukasaku car il ne faut pas oublier que la première expérience de Takeshi en tant que réalisateur est due au désistement in extremis de Kinji Fukasaku sur Violent Cop.

### Animateur de télévision
Mais Takeshi Kitano, animateur de télévision populaire, est d’abord connu au Japon sous le nom de Beat Takeshi, son double au petit écran. Dans les années 1980, Beat Takeshi rencontre un important succès populaire avec le jeu télévisé Takeshi's Castle. Ce programme de concours physiques s’apparentant à chaque fois à une farce a gagné une popularité culte aux États-Unis (où certaines parties passent dans l'émission MXC sur Spike TV, ainsi qu'au Royaume-Uni). En Italie, le programme était connu sous le titre Mai dire Banzai avec le personnage de Kitano renommé Mashiro Tamigi. En Espagne, il est également devenu culte sous le nom de Humor amarillo (es), pour lequel le doublage, humoristique, n'a rien à voir avec les dialogues réels.
Takeshi dirige aussi un programme de télévision hebdomadaire appelé Beat Takeshi's TV Tackle, regroupant un panel de politiciens et de comiques discutant d’événements d'actualité.
Dans les années 2000, il anime Koko ga hen da yo, nihonjin (« Hé les Japonais, ça c'est bizarre ! »), un talk-show dans lequel un grand panel d'étrangers parlant japonais débattent de questions sur la société japonaise.
Depuis 1997, il est le narrateur de Kisekitaiken! Unbelievable.

### Autres activités
Takeshi Kitano s'est également essayé à la chanson, il a sorti plusieurs albums dont certains ont rencontré un certain succès commercial au Japon. Il est aussi un artiste peintre actif et reconnu. Certaines de ses œuvres apparaissent dans son film Hana-bi primé à Venise. Takeshi Kitano a été accueilli en 2010 dans les murs de la Fondation Cartier pour l’art contemporain à l’occasion de l’exposition « Takeshi Gosse de peintre », exposition montrée deux ans plus tard au Japon, au Tokyo Opera City.
Kitano a écrit plus de cinquante livres de poésie, des critiques de films et plusieurs romans, dont quelques-uns ont aussi été adaptés dans des films par d'autres réalisateurs.
Il déclare en septembre 2021 son intention de voter pour le Parti communiste aux élections législatives de novembre.

## Filmographie

### Réalisateur
- 1989 : Violent Cop (その男、凶暴につき, Sono otoko kyobo ni tsuki?)
- 1990 : Jugatsu (３－４Ｘ１０月, 3-4x10 Gatsu / San tai yon ekkusu jugatsu?)
- 1991 : A Scene at the Sea (あの夏、いちばん静かな海, Ano natsu ichiban shizukana umi?)
- 1993 : Sonatine, mélodie mortelle (ソナチネ, Sonachine?)
- 1994 : Getting Any? (みんな~　やってるか！, Minnā-yatteruka!?)
- 1996 : Kids Return (キッズ・リターン, Kizu ritan?)
- 1997 : Hana-bi (花火?)
- 1999 : L'Été de Kikujiro (菊次郎の夏, Kikujiro no natsu?)
- 2000 : Aniki, mon frère (ブラザー, Burozā?, Brother)
- 2002 : Dolls (ドールズ, Dōruzu?)
- 2003 : Zatoichi (座頭市?)
- 2005 : Takeshis' (タケシズ, Takeshizu?)
- 2007 : Glory to the Filmmaker! (監督・ばんざい!, Kantoku Banzai!?)
- 2008 : Achille et la Tortue (アキレスと亀, Akiresu to kame?)
- 2010 : Outrage (アウトレイジ, Autoreiji?)
- 2012 : Outrage: Beyond (アウトレイジ ビヨンド, Autoreiji: Biyondo?)
- 2015 : Ryuzo 7 (龍三と七人の子分たち, Ryūzō to shichinin no kobun tachi?)[10]
- 2017 : Outrage: Coda (アウトレイジ 最終章, Autoreiji sai shūshō?)
- 2023 : Kubi (首?)
- 2024 : Broken Rage

### Acteur
- 1969 : Va, va, vierge pour la deuxième fois (ゆけゆけ二度目の処女, Yuke yuke nidome no shojo?) de Kōji Wakamatsu (apparition)
- 1981 : Danpu wataridori (ダンプ渡り鳥?) de Ikuo Sekimoto (ja) : Police 1
- 1981 : Manon (マノン, Manon?) de Yōichi Higashi : Shinobu
- 1981 : Sukkari... sonokide ! (すっかり・・・その気で！?) de Tsugunobu Kotani (ja)
- 1982 : Natsu no himitsu (夏の秘密?) de Hiromichi Kawakami
- 1983 : Furyo (戦場のメリークリスマス, Senjō no merī Kurisumasu?) de Nagisa Ōshima : le sergent Gengo Hara
- 1983 : Jukkai no mosukito (十階のモスキート?) de Yōichi Sai : un homme à une piste de course de chevaux
- 1985 : Des plaisanteries voilées de larmes (哀しい気分でジョーク, Kanashii kibun de joku?) de Masaharu Segawa : Hiroshi Igarashi
- 1985 : Le Démon (夜叉, Yasha?) de Yasuo Furuhata : Yajima
- 1986 : Komikku zasshi nanka iranai! (コミック雑誌なんかいらない！?) de Yōjirō Takita : policier
- 1988 : Anego (姐御?) de Ryūichi Takamori (ja) : Shoji Sugimoto, tueur
- 1989 : Violent Cop (その男、凶暴につき, Sono otoko kyobo ni tsuki?) de Takeshi Kitano : Azuma
- 1990 : Jugatsu (３－４Ｘ１０月, 3-4x10 Gatsu / San tai yon ekkusu jugatsu?) de Takeshi Kitano : Uehara
- 1990 : Hoshi tsugu mono (ほしをつぐもの?) de Kazuo Komizu
- 1990 : Zansatsu seyo : Setsunakimono, sohei ai (斬殺せよ 切なきもの、それは愛?) de Hisashi Sudō (ja)
- 1992 : Shura na densetsu (修羅の伝説?) de Seiji Izumi (ja)
- 1992 : Sakana kara daiokishin !! (魚からダイオキシン！！?) de Ryūdō Uzaki : Azuma
- 1992 : Les Liaisons érotiques (エロティックな関係, Erotikkuna kankei?) de Kōji Wakamatsu : Okuyama
- 1993 : Kyōso tanjō (教祖誕生?) de Toshihiro Tenma : Daisuke Shiba
- 1993 : Sonatine, mélodie mortelle (ソナチネ, Sonachine?) de Takeshi Kitano : Aniki Murakawa
- 1995 : Getting Any? (みんな~　やってるか！, Minnā-yatteruka!?) de Takeshi Kitano : le scientifique
- 1995 : Johnny Mnemonic de Robert Longo : Takahashi
- 1995 : Gonin (ゴニン?) de Takashi Ishii : Ichiro Kyoya
- 1997 : Hana-bi (花火?) de Takeshi Kitano : Yoshitaka Nishi
- 1998 : Tokyo Eyes de Jean-Pierre Limosin (film franco-japonais) : yakusa
- 1999 : L'Été de Kikujiro (菊次郎の夏, Kikujiro no natsu?) de Takeshi Kitano : Kikujiro
- 2000 : Tabou (御法度, Gohatto?) de Nagisa Ōshima : le capitaine Toshizo Hijikata
- 2000 : Aniki, mon frère (ブラザー, Burozā?, Brother) de Takeshi Kitano : Aniki Yamamoto
- 2000 : Battle Royale ((バトル・ロワイヤル, Batoru rowaiaru?) de Kinji Fukasaku : Kitano-sensei
- 2003 : Battle Royale 2 (バトル・ロワイヤル II, Batoru rowaiaru II?) de Kinji et Kenta Fukasaku : Kitano
- 2003 : Zatoichi (座頭市?) de Takeshi Kitano : Zatoichi
- 2004 : Blood and Bones (血と骨, Chi to hone?) de Yōichi Sai : Kim Jyombion
- 2004 : Izo (イゾウ?) de Takashi Miike
- 2005 : Takeshis' (タケシズ, Takeshizu?) de Takeshi Kitano : Beat Takeshi/Mr. Kitano
- 2007 : Glory to the Filmmaker! (監督・ばんざい!, Kantoku Banzai!?) de Takeshi Kitano
- 2008 : Achille et la Tortue (アキレスと亀, Akiresu to kame?) de Takeshi Kitano :  Machisu Kuramochi
- 2008 : Guilala's Counterattack : Lake Toya Summit Crisis (ギララの逆襲/洞爺湖サミット危機一発, Girara no gyakushū : Tōya-ko Samitto kikiippatsu?) de Minoru Kawasaki
- 2010 : Outrage (アウトレイジ, Autoreiji?) de Takeshi Kitano : Otomo
- 2012 : Outrage: Beyond (アウトレイジ ビヨンド, Autoreiji: Biyondo?) de Takeshi Kitano : Otomo
- 2015 : Mozu de Eiichirō Hasumi
- 2015 : Ryuzo 7 (龍三と七人の子分たち, Ryūzō to shichinin no kobun tachi?)[10] de Takeshi Kitano
- 2017 : Ghost in the Shell de Rupert Sanders : Daisuke Aramaki[11],[12]
- 2017 : Outrage: Coda (アウトレイジ 最終章, Autoreiji sai shūshō?) de Takeshi Kitano : Otomo
- 2023 : Kubi (首?) de Takeshi Kitano : Hideyoshi Hashiba

### Jeux vidéo
- 1986 : Takeshi no chōsenjō (NES)
- 2016 : Yakuza 6 (Sega)[13] : Toru Hirose

### Doublage

#### Films d'animation
- 1980 : Makoto-chan (まことちゃん?) de Tsutomu Shibayama (en)

#### Jeux vidéo
- 2016 : Yakuza 6 (Sega) : Toru Hirose

## Œuvre littéraire

### Roman et nouvelles
- Naissance d'un gourou (2005), roman - À la suite d'une rupture, Kazuo Takayama, un jeune garçon crédule, rallie une communauté religieuse dirigée par un maître spirituel habile et dépourvu de sens moral.
- Boy (2012), trois nouvelles sur le monde de l’enfance et de l’adolescence, publiées au Japon en 1987 et en France aux Éditions Wombat 2012 et Points Poche 2014

### Ouvrages autobiographiques
- La Vie en gris et rose (1984), livre autobiographique racontant l'enfance de Takeshi Kitano dans le Japon d'après guerre.
- Asakusa Kid (1998), livre autobiographique, retraçant le début de sa carrière, en tant que comique de manzai au Français, un cabaret d'Asakusa.

## Distinctions

### Décorations
- 2006 : Prix Galileo pour la Culture
- 2008 : Lifetime Achievement Award, 30e Festival du film international de Moscou
- 2008 : Golden Alexander, Festival international du film de Thessalonique
- 2010 :  Commandeur de l'ordre des Arts et des Lettres (nommé par le ministre de la culture Frédéric Mitterrand)[14]
- 2016 :  Officier de la Légion d'honneur

### Récompenses

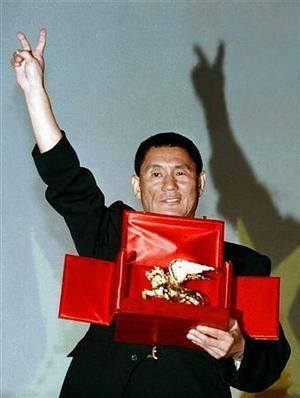
Takeshi Kitano recevant le Lion d'or en 1997 pour Hana-bi.

- Prix du film Mainichi 1984 : prix du meilleur acteur dans un second rôle pour Furyo[15]
- Festival du film policier de Cognac 1995 : prix de la critique pour Sonatine, mélodie mortelle
- Mostra de Venise 1997 : Lion d'or pour Hana-bi
- Mostra de Venise 2003 : Lion d'argent du meilleur réalisateur pour Zatoichi
- Kinema Junpō Awards 2005 : prix du meilleur acteur pour Blood and Bones
- Prix du film Mainichi 2005 : prix du meilleur acteur pour Blood and Bones
- Asian Film Awards 2013 : prix du meilleur réalisateur pour Outrage: Beyond

### Nominations et sélections
- Japan Academy Prize 1984 : prix du meilleur acteur dans un second rôle pour Furyo[16]
- César 1998 : César du meilleur film étranger pour Hana-bi
- Festival de Cannes 1999 : sélection officielle, en compétition pour la Palme d'or pour L'Été de Kikujiro
- Mostra de Venise 2003 : sélection officielle, en compétition pour le Lion d'or pour Zatoichi
- Festival de Cannes 2010 : sélection officielle, en compétition pour la Palme d'or pour Outrage

## Box-office des films réalisés par Takeshi Kitano
Les films de Takeshi Kitano en tant que réalisateur ont rapporté 114,8 millions de dollars de recettes mondiales, dont 2,4 millions sur le territoire américain. En France, les films réalisés par Kitano ayant connu une distribution en salles totalisent près de 1,7 million d'entrées.
| Film                       | Budget       | États-Unis  | France          | Monde        |
| -------------------------- | ------------ | ----------- | --------------- | ------------ |
| Violent Cop                | NC           | 1 960 $     | 18 857 entrées  | NC           |
| Jugatsu                    | NC           | 1 471 $     | 41 542 entrées  | NC           |
| A Scene at the Sea         | NC           | NC          | 41 839 entrées  | NC           |
| Sonatine, mélodie mortelle | 4 500 000 $  | 58 834 $    | 37 402 entrées  | NC           |
| Getting any ?              | NC           | NC          | 7 805 entrées   | NC           |
| Kids Return                | NC           | NC          | 28 111 entrées  | NC           |
| Hana-bi                    | 2 300 000 $  | 500 000 $   | 273 787 entrées | 6 517 823 $  |
| L'Été de Kikujiro          | NC           | 198 238 $   | 427 777 entrées | 1 528 238 $  |
| Aniki, mon frère           | 10 000 000 $ | 450 594 $   | 252 775 entrées | 15 284 235 $ |
| Dolls                      | NC           | 4 067 $     | 182 720 entrées | 5 405 725 $  |
| Zatoichi                   | 4 000 000 $  | 1 118 163 $ | 253 016 entrées | 34 196 922 $ |
| Takeshis'                  | NC           | NC          | 19 340 entrées  | 1 270 717 $  |
| Glory to the Filmmaker!    | NC           | NC          | 3 125 entrées   | 410 999 $    |
| Achille et la Tortue       | NC           | NC          | 37 750 entrées  | 950 000 $    |
| Outrage                    | NC           | 44 745 $    | 29 725 entrées  | 8 457 741 $  |
| Outrage: Beyond            | NC           | 3 878 $     | NC              | 17 027 515 $ |
| Ryuzo 7                    | NC           | NC          | NC              | 11 757 243 $ |
| Outrage Coda               | NC           | NC          | NC              | 11 983 269 $ |

- Légendes : Budget (entre 1 et 10 M$, entre 10 et 100 M$ et plus de 100 M$), États-Unis (entre 1 et 50 M$, entre 50 et 100 M$ et plus de 100 M$), France (entre 100 000 et 1 M d'entrées, entre 1 et 2 M d'entrées et plus de 2 M d'entrées) et monde (entre 1 et 100 M$, entre 100 et 200 M$ et plus de 200 M$).

## Expositions
- Beat Takeshi Gosse de peintre à la Fondation Cartier pour l’art contemporain (printemps-été 2010) : L'univers de Beat Takeshi, peintures, objets "improbables", vidéos, sculptures... À cette occasion, Takeshi Kitano se voit remettre les insignes de commandeur des Arts et des lettres[14].
- Beat Takeshi Gosse de peintre, Tokyo Opera City, 2012.
- A Beautiful Elsewhere, Exposition collective, La Collection de la Fondation Cartier pour l’art contemporain, Power Station of Art (Shanghai), 2018.

## Voix françaises
| - Sylvain Joubert dans : - Hana-bi - L'Été de Kikujiro - Patrick Raynal dans : - Battle Royale - Zatōichi | et aussi - Bing Yin dans Furyo - Michel Ruhl dans Sonatine, mélodie mortelle - Jim Adhi Limas dans Johnny Mnemonic - Thierry Hancisse dans Outrage |

### Vidéographie
- Takeshi Kitano l'imprévisible (1999), réalisé par le Français Jean-Pierre Limosin
- Rencontre du septième art (2004), série de quatre entretiens du cinéaste avec Akira Kurosawa, Shohei Imamura, Mathieu Kassovitz et Shigehiko Hasumi (spécialiste de Yasujirō Ozu).
- Citizen K (2021), réalisé par Yves Montmayeur